# Salvador Anglada

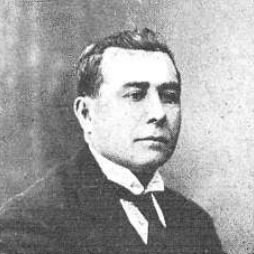
Salvador Anglada Llongueras

Salvador Anglada Llongueras (Barcelona, 1878 - 19 de agosto de 1936) fue un empresario y político carlista español.

## Biografía
Vivía en el barrio de Sants, donde tenía una fábrica de tintes y blanqueo, y fundó el Centro Carlista de Sants. En 1919 participó en una reunión del Ateneo Obrero Legitimista de Barcelona, presidida por Pedro Roma, Miguel Junyent, Estanislao Rico Ariza y Ramon Sales Amenós, donde decidió organizar el Sindicato Libre, un sindicato obrero independiente basado en la doctrina social de la Iglesia que posteriormente se enfrentaría a los  anarquistas.
Fue concejal del ayuntamiento de Barcelona por el distrito 7 en las elecciones municipales de 1920 como candidato jaimista. Durante estos años fue subcabo del Somatén dirigido por José Bertrán. En mayo de 1921 fue objeto de un atentado personal que lo dejó gravemente herido.
Fue designado miembro de la Junta Regional de la Comunión Tradicionalista en Cataluña en marzo de 1931. En noviembre del año siguiente se integró en la candidatura Derecha de Cataluña. El 20 de septiembre de 1934 fue detenido por la Guardia Civil en Prades al encontrar municiones y armas cortas en su domicilio de Barcelona. Fue arrestado en su casa, en la calle Rey Martín de Barcelona, el 14 de agosto de 1936. Acusado de tradicionalista y católico, fue fusilado en Casa Antúnez el 19 del mismo mes y año.
Su hijo Ricardo Anglada luchó en la guerra civil española integrado en el Requeté catalán, siendo hecho prisionero e internado en el campo de trabajo del SIM en Concabella. Su hija, Casilda Anglada Tomás, estuvo casada con Joaquín Isern Fabra, alcalde de Parets (1962-1966). Un nieto suyo fue Carles Isern Anglada, militante del Partit Carlí de Catalunya.
Durante la dictadura franquista la plaza de Sants de Barcelona se llamó en su honor Plaza Salvador Anglada.